# Bernard Tokkie

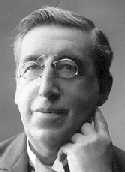
Bernard Tokkie

Bernard Tokkie (Antwerpen, 13 december 1867 - 20 februari 1942) was een Belgisch zanger met de joodse geloofsovertuiging.

## Biografie

### IJveren voor de Vlaamse Opera
Bernard Tokkie studeerde aan het Koninklijk Vlaams Muziekconservatorium. Hij voltooide zijn zangstudiën bij Hendrik Fontaine.
Hij trad in 1893 voor de eerste keer als zanger op, op de openingsvoorstelling van het Nederlandsch Lyrisch Tooneel, als Kuno in de Vrijschutter. Het Nederlandsch Lyrisch Tooneel was aanvankelijk opgericht, in 1890, als nevenafdeling van de Nederlandsche Schouwburg, maar werd in 1893 een onafhankelijke operaonderneming, om bij de inhuldiging van een nieuw gebouw in 1907 de naam Vlaamsche Opera aan te nemen.
Met Edward Keurvels, Albert Baets en Henry Fontaine nam Tokkie de financiële verantwoordelijkheid op voor de nieuwe Vlaamsche Opera in het tijdvak 1893-96, op een ogenblik waarop de levensvatbaarheid van deze onderneming nog in twijfel werd getrokken. Met zijn verdiensten als zanger, kon hij ten dele de verliezen opvangen die hij als beheerder leed. Dat de Opera geen winstgevende onderneming was, betekende dat Tokkie moest blijven bijverdienen in de door Joden beheerste Antwerpse diamantslijperij.
Tweemaal was hij directeur van de Vlaamse Opera. Samen met Jef Judels heeft hij acht jaar lang de leiding over de Opera, tussen 1902 en 1909. Een tweede keer, tussen 1923 en 1931, samen met Fé Derickx.

### Joods en flamingant
Tokkie was een overtuigde joodse flamingant. Als bas zong hij in 1897 op de verboden Vlaamse betoging te Brussel het lied Ons Vaderland van Jan Blockx. Verder zong hij onder meer in de Bruid der Zee van Jan Blockx en in de Toverfluit van Wolfgang Amadeus Mozart.
Tijdens de Eerste Wereldoorlog, week hij uit naar Engeland, alwaar hij gedurende twee jaar in een munitiefabriek werkte, om tussendoor liederen voor gewonde soldaten en Belgische lotgenoten te zingen.
Bernard Tokkie kon het antisemitisme binnen de vrijzinnige kringen waarin hij zich bewoog niet geheel ontlopen. De banden met de Joodse afkomst werden echter nooit doorbroken. Zo bleef hij zingen in het koor van de grote Hollandse synagoge in de Antwerpse Bouwmeesterstraat. Hij wordt in 1926 directeur van de Joodsche Theaterstudie.
Tokkie overleed in 1942 en wenste uitdrukkelijk op Joodse wijze te worden begraven. Hij zou van het Antwerpse oorlogsstadsbestuur een begrafeniskrans gekregen hebben. Ook de schepen van cultuur en gewezen rexist en VNV’er Odiel Daem, kwam hem de laatste eer bewijzen. Het grafmonument voor Bernard Tokkie bevindt zich op perk I, West van de Israëlitische of Joodse afdeling op de begraafplaats Schoonselhof. Het is een ontwerp van de Joodse architect Joseph de Lange.